# 디크팔라

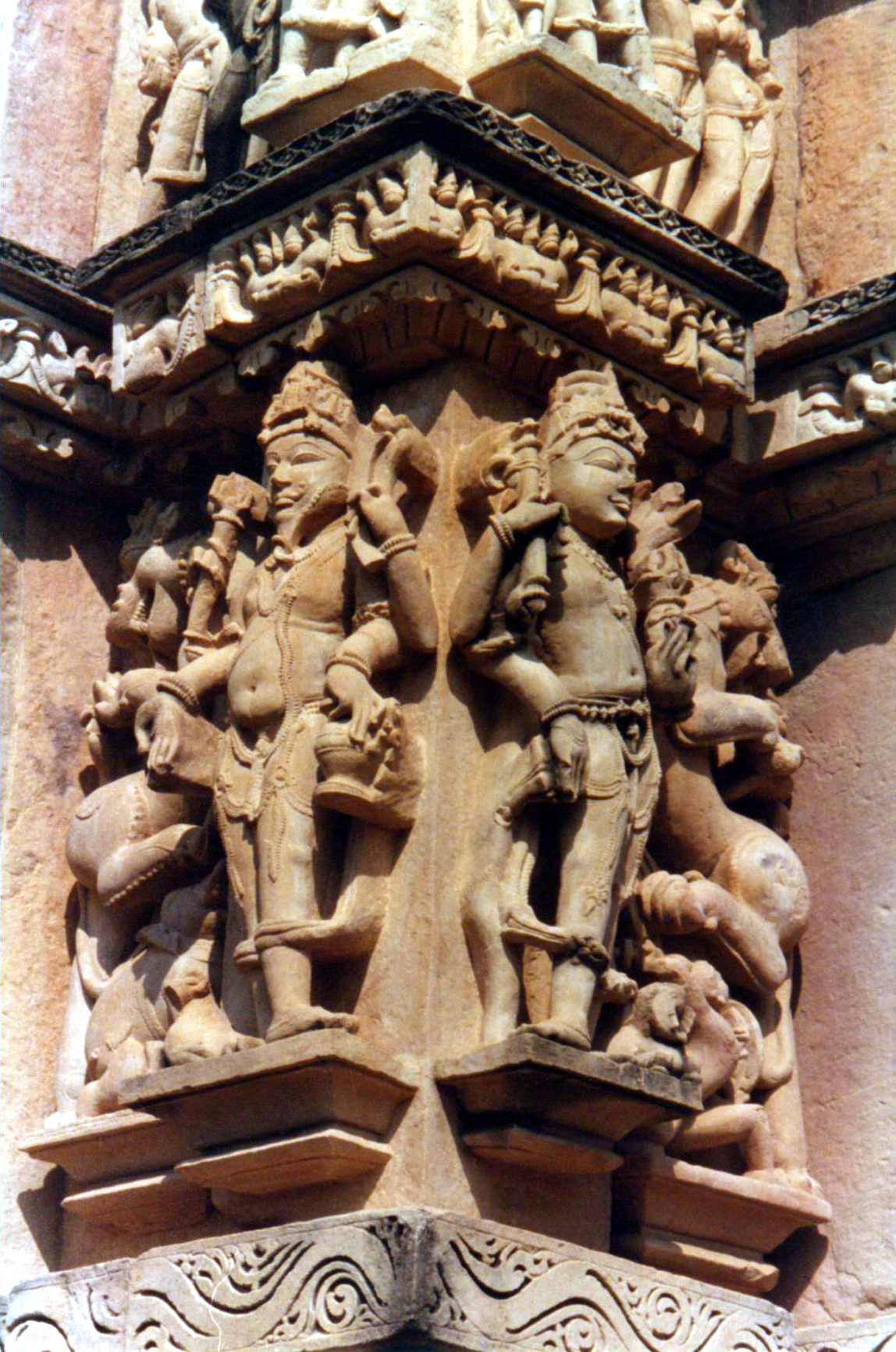
카주라호 파르슈바나트 사원 남동쪽 모퉁이, 수호신 인드라(동쪽)와 아그니(남동쪽)

디크팔라(산스크리트어: दिक्पाल)는 힌두교, 자이나교, 금강승 불교—특히 칼라차크라—에 따라 특정 공간 방향을 다스리는 신들이다. 여덟 신의 집단으로서, 이들은 문자 그대로 여덟 방향의 수호자를 의미하는 아슈타디크팔라로 불린다. 이들은 열 방향(두 개의 추가 방향은 천정과 천저임)을 위해 두 신이 추가될 때 다사디크팔라로 알려진다. 힌두교에서는 그들의 이미지를 힌두교 사원의 벽과 천장에 표현하는 것이 전통적이다. 그들은 또한 자이나교 사원에서도 자주 묘사되지만, 나가가 일반적으로 천저에서 비슈누를 대신하는 예외가 있다. 고대 자와섬과 발리 힌두교는 문자 그대로 아홉 방향의 수호자를 의미하는 나바디크팔라를 인정하는데, 이는 여덟 방향에 중앙 하나가 추가된 것이다. 아홉 방향의 수호신은 데와타 나와 상가(아홉 수호 데바타)라고 불린다. 이 방향 수호신들의 도해는 마자파힛 제국의 상징인 수리야 마자파힛에 나타나 있다.
방위의 수호자 개념과 중국의 사방신에 대한 전설(네 가지 주요 방향(북, 남, 동, 서)을 담당하는 네 조상 영혼) 사이에는 강한 유사성이 있다.

## 힌두 전통의 방향

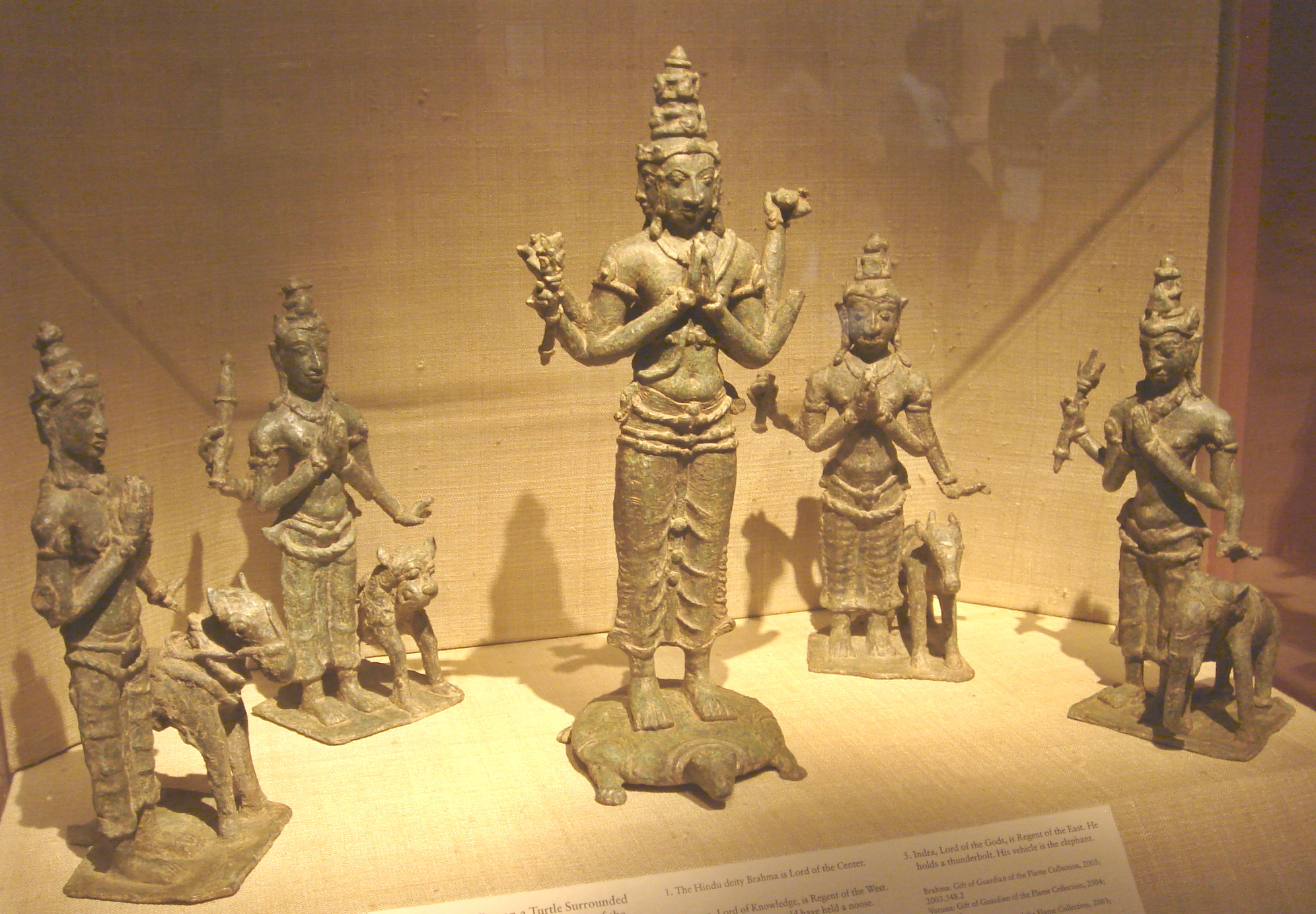
천정의 주 브라흐마(중앙)와 (왼쪽부터) 바루나, 쿠베라, 야마, 인드라

힌두 전통에서 방향은 디샤, 또는 디크라고 불린다. 네 가지 주요 방향, 여섯 가지 직교 방향, 그리고 총 열 가지 방향이 있지만, 무한한 조합이 가능하다.
| 한국어 | 산스크리트어              |
| ------ | ------------------------- |
| 북쪽   | Uttara, Udīcī             |
| 남쪽   | Dakṣiṇa, Avācī            |
| 동쪽   | Pūrva, Prācī, Prāk, Aruna |
| 서쪽   | Paścima, Pratīcī, Aparā   |
| 북동쪽 | Īśāna                     |
| 남동쪽 | Agni                      |
| 북서쪽 | Vāyu                      |
| 남서쪽 | Nirṛta                    |
| 천정   | Ūrdhva                    |
| 천저   | AdhaH                     |

## 로카팔라
힌두교에서 주요 방향의 수호자는 로카팔라 또는 디크팔라카라고 불린다. 디크팔라카의 세 가지 주요 구분이 인정된다.

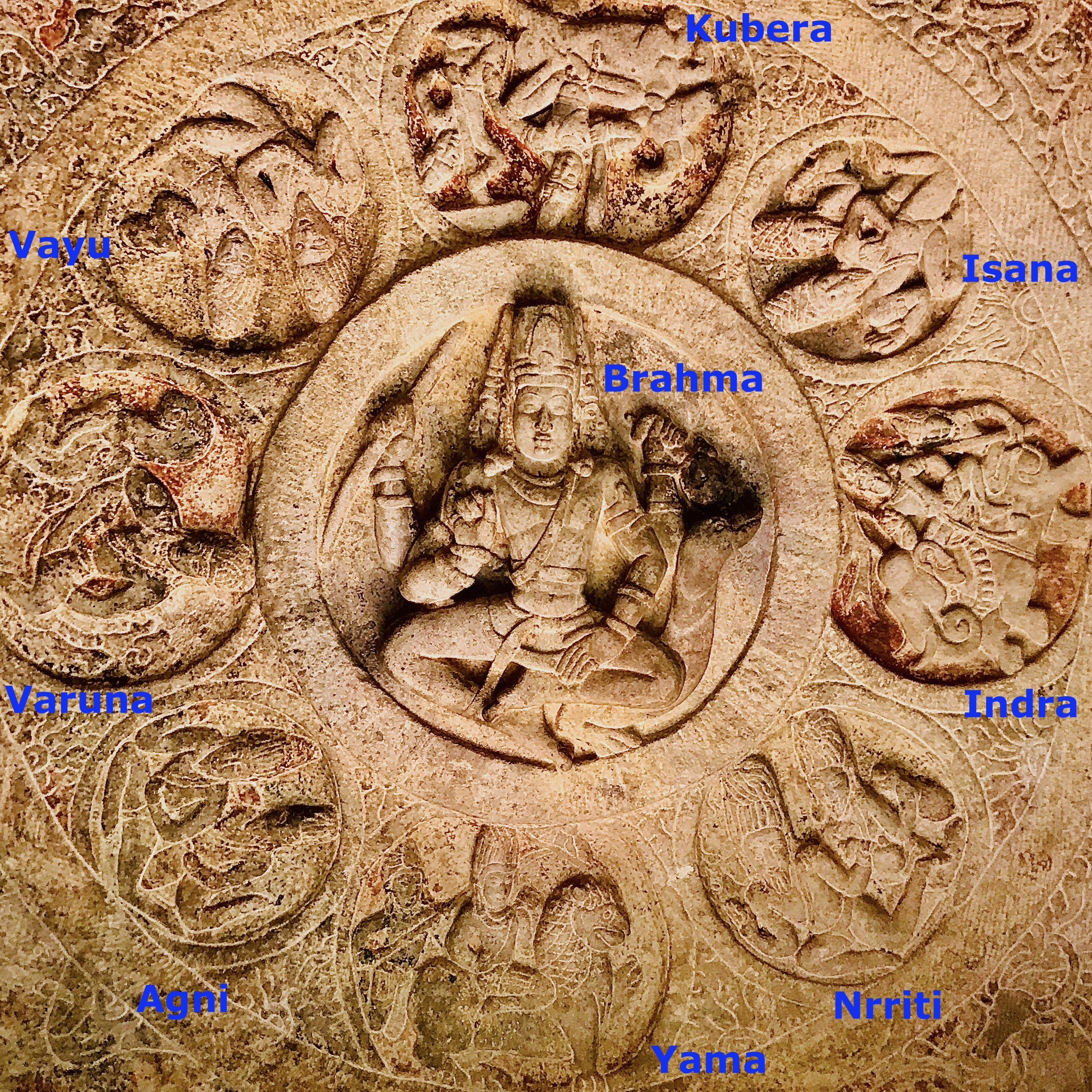
중앙에 천정을 나타내는 브라흐마가 있는 아쉬타 딕팔라

### 아슈타디크팔라 ("여덟 방향의 수호자")
| 이름                                              | 방향                                       |
| ------------------------------------------------- | ------------------------------------------ |
| 쿠베라, 행운의 신                                 | 북쪽                                       |
| 야마, 정의와 죽음의 신                            | 남쪽                                       |
| 인드라, 천상의 주인이자 날씨, 하늘, 비, 폭풍의 신 | 동쪽                                       |
| 바루나, 바다와 비의 신                            | 서쪽                                       |
| 이샤나, 탄생, 죽음, 부활, 시간의 신               | 북동쪽                                     |
| 아그니, 불의 신                                   | 남동쪽 (이미지에서는 남서쪽에 잘못 표시됨) |
| 바유, 바람과 공기의 신                            | 북서쪽                                     |
| 니르리티, 죽음, 슬픔, 부패의 신                   | 남서쪽 (이미지에서는 남동쪽에 잘못 표시됨) |

### 다사디크팔라 ("열 방향의 수호자")
여덟 수호신 외에 다음 신들이 추가된다:
- 브라흐마 (천정, "중력으로부터 가장 멀리 위로 향하는 방향"을 의미)
- 비슈누 (천저, "중력이 당기는 방향"을 의미)

### 나바디크팔라 ("아홉 방향의 수호자")

수리야 마자파힛 도해는 각 주요 방위에 위치한 힌두교 신들의 배열을 보여준다.

(고대 자와섬과 발리 힌두교에서는 데와타 나와 상가라고 불린다)
- 시바 (중앙)
- 비슈누 (북쪽)
- 브라흐마 (남쪽)
- 이슈바라 (동쪽)
- 마하데바 (서쪽)
- 삼부 (북동쪽)
- 마헤소라 (남동쪽)
- 상카라 (북서쪽)
- 루드라 (남서쪽)

## 참고 문헌
- Dallapiccola, Anna (2002). 《Dictionary of Hindu Lore and Legend》. ISBN 0-500-51088-1.
- Gopal, Madan (1990).  Gautam, K. S., 편집. 《India through the ages》. Publication Division, Ministry of Information and Broadcasting, Government of India.
- Kumar, Sehdev (2001). 《A Thousand Petalled Lotus: Jain Temples of Rajasthan: Architecture & Iconography》. Indira Gandhi National Centre for the Arts Series. Abhinav Publications.
- Mani, Vettam (1975). 《Puranic encyclopaedia : a comprehensive dictionary with special reference to the epic and Puranic literature》. Delhi: Motilal Banarsidass.
- Wessels-Mevissen, Corinna (2001). 《The Gods of the Directions in Ancient India. Origin and Early Development in Art and Literature (until c. 1000 A.D.)》. Berlin: Dietrich Reimer. ISBN 3-496-02713-4.